# Katharina Dürr
Pour les articles homonymes, voir Durr.
Katharina Dürr, née le 28 juillet 1989 à Munich, est une skieuse alpine allemande.

## Biographie
Elle est la sœur aînée de Lena Dürr et la fille de Peter Dürr.
L’Allemande fait sa première apparition en coupe du monde en décembre 2007 à l'occasion d'un slalom disputé à Lienz après avoir remporté plus tôt dans l'année une médaillé d'argent en slalom aux Championnats du monde junior. Elle obtient ses meilleurs résultats dans cette discipline lors de l'hiver 2009-2010 où elle atteint la cinquième place à Flachau et la onzième place au classement général de la spécialité.
En 2011, elle est sélectionnée pour les Championnats du monde de Garmisch-Partenkirchen en Allemagne.
Elle prend sa retraite sportive à l'issue de la saison 2013-2014.

## Palmarès

### Championnats du monde
| Épreuve / Édition | Garmisch-Partenkirchen 2011 |
| Slalom            | 23e                         |

### Coupe du monde
- Meilleur classement général : 46e en 2010.
- Meilleur classement en slalom : 11e en 2010.
- 4 fois dans le top 10 d'épreuves.

#### Différents classements en Coupe du monde
| Année/Classement | Année/Classement | Général | Général | Descente | Descente | Slalom | Slalom | Slalom géant | Slalom géant | Super G | Super G | Combiné | Combiné |
| ---------------- | ---------------- | ------- | ------- | -------- | -------- | ------ | ------ | ------------ | ------------ | ------- | ------- | ------- | ------- |
| Année/Classement | Année/Classement | Class.  | Points  | Class.   | Points   | Class. | Points | Class.       | Points       | Class.  | Points  | Class.  | Points  |
| 2008             | 2008             | 90e     | 29      | -        | -        | 37e    | 29     | -            | -            | -       | -       | -       | -       |
| 2009             | 2009             | 116e    | 8       | -        | -        | 52e    | 8      | -            | -            | -       | -       | -       | -       |
| 2010             | 2010             | 46e     | 162     | -        | -        | 11e    | 162    | -            | -            | -       | -       | -       | -       |
| 2011             | 2011             | 47e     | 138     | -        | -        | 15e    | 138    | -            | -            | -       | -       | -       | -       |
| 2012             | 2012             | 93e     | 23      | -        | -        | 38e    | 23     | -            | -            | -       | -       | -       | -       |

### Championnats du monde junior
- Médaillée d'argent en slalom en 2007 à Flachau.

### Autres
- 6 victoires en Coupe d'Europe.
- Championne d'Allemagne du super combiné en 2010.